# Gmina Wojciechowice
Die Gmina Wojciechowice ist eine Landgemeinde im Powiat Opatowski der Woiwodschaft Heiligkreuz in Polen. Ihr Sitz ist das gleichnamige Dorf mit etwa 325 Einwohnern.

## Verkehr
Drygulec hatte einen Haltepunkt, Jasice einen Bahnhof an der Bahnstrecke Łódź–Dębica.

## Gliederung
Zur Landgemeinde (gmina wiejska) Wojciechowice gehören folgende Ortschaften:
Bidziny
Drygulec
Gierczyce
Jasice
Kaliszany
Koszyce
Kunice
Lisów
Łany
Łopata
Ługi
Łukawka
Mierzanowice
Mikułowice
Nowa Wieś
Orłowiny
Podgajcze
Podkoszyce
Podlisów
Podłukawka
Sadłowice
Smugi
Stodoły-Wieś
Stodoły-Kolonie
Wlonice
Wojciechowice